# گرد آندرسون
گرد آندرسون (انگلیسی: Gerd Andersson؛ زادهٔ ۱۱ ژوئن ۱۹۳۲) هنرپیشه اهل سوئد است.
از فیلم‌ها یا برنامه‌های تلویزیونی که وی در آن نقش داشته‌است می‌توان به فانی و الکساندر، رازهای زنان اشاره کرد.